# Friedhelm Repnik

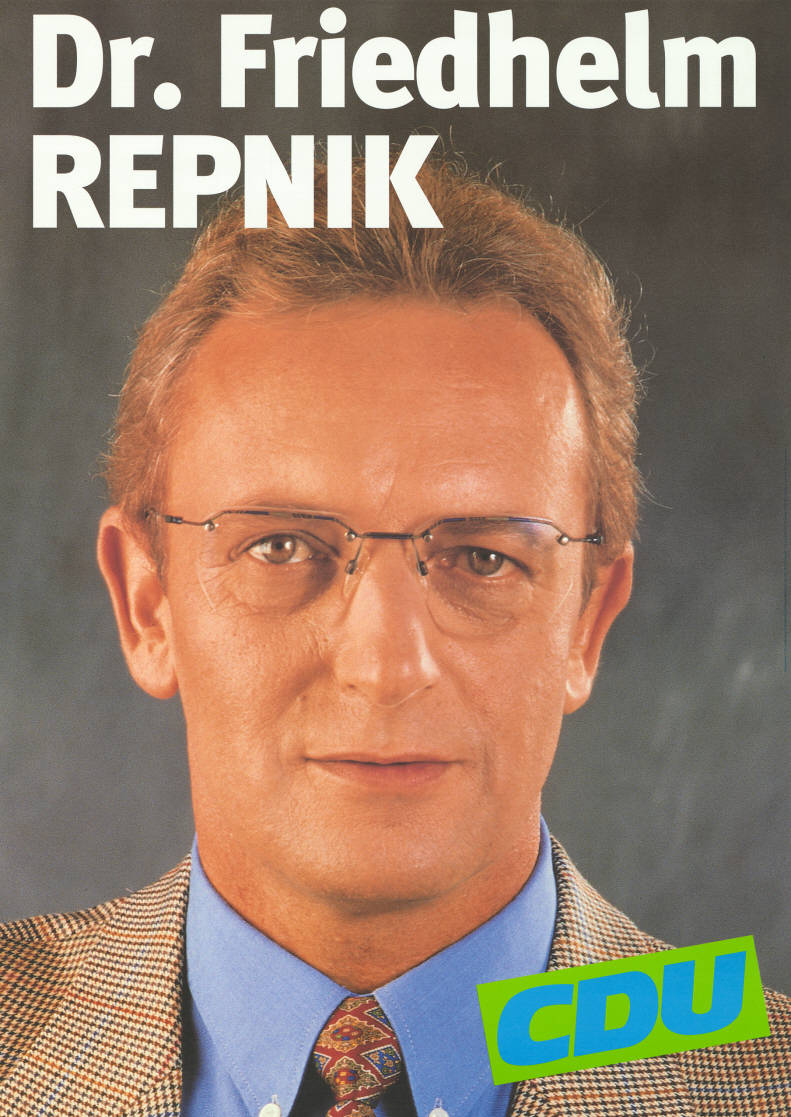
Kandidatenplakat zur Landtagswahl in Baden-Württemberg 1996

Friedhelm Repnik (* 26. Oktober 1949 in Konstanz) ist ein deutscher Politiker der CDU. Er war von 1988 bis 2006 Abgeordneter im Landtag von Baden-Württemberg und von 1998 bis 2004 Sozialminister des Landes Baden-Württemberg.

## Leben
Repnik wurde als Sohn eines Schmiedemeisters, der nach dem Zweiten Weltkrieg als Heimatvertriebener aus Slowenien nach Westdeutschland kam, geboren. Er besuchte zunächst die Volksschule in Radolfzell-Markelfingen und danach die Gymnasien in Konstanz, Weißenhorn und Günzburg. Nach dem Abitur studierte er Pharmazie an der Eberhard Karls Universität Tübingen. Er legte das Staatsexamen ab und wurde 1977 zum Apotheker approbiert. 1980 wurde er mit dem Thema Zur Bioverfügbarkeit von Cotrimoxcazol zum Dr. rer. nat. promoviert. Von 1983 bis 1998 war er als selbständiger Apotheker in Rottenburg am Neckar tätig.
Repnik trat 1969 in die Junge Union und 1970 in die CDU ein. Er war von 1982 bis 1984 sowie erneut ab 1994 Vorsitzender des CDU-Stadtverbandes Rottenburg und von 1984 bis 1994 Vorsitzender des CDU-Ortsverbandes Rottenburg. 1988 wurde er erstmals in den Landtag von Baden-Württemberg gewählt, dem er bis 2006 angehörte. Im November 1998 wurde Repnik als Nachfolger von Erwin Vetter zum Sozialminister des Landes Baden-Württemberg ernannt. Dieses Amt übte er bis Juli 2004 aus, als er im Zuge einer Kabinettsverjüngung von Tanja Gönner abgelöst wurde. Von Januar 2005 bis zu seinem Eintritt in den Ruhestand zum Jahresende 2012 war er Geschäftsführer der landeseigenen Staatlichen Toto-Lotto GmbH Baden-Württemberg.
Repnik gehörte der Landesregierung als Repräsentant des CDU-Bezirksverbandes Südwürttemberg-Hohenzollern an. Neben der Funktion als Sozialminister war er von Juni 2001 bis Juli 2004 Behindertenbeauftragter der Landesregierung.
Von 1990 bis 1998 war er Vorsitzender der Landesarbeitsgemeinschaft Hilfe für Behinderte e. V. (LAGH), von 2002 bis 2008 Vorsitzender des Vereins der Freunde der Erzabtei St. Martin e. V.
Friedhelm Repnik ist in zweiter Ehe verheiratet und hat drei Kinder. Sein älterer Bruder Hans-Peter Repnik war ebenfalls CDU-Politiker und war Mitglied des Deutschen Bundestages.